# Carl Wilhelm Siemens
Carl Wilhelm Siemens, később Sir William Siemens (Lenthe, 1823. április 4. – London, 1883. november 19.) német származású mérnök, feltaláló, aki élete nagy részét Nagy-Britanniában töltötte, és 1859-ben brit állampolgár lett.

## Élete, munkássága
Siemens Alsó-Szászországban, Lenthe községben született, amely ma Gehrden város része. Apja Christian Ferdinand Siemens (1787–1840) gazdálkodó, anyja Eleonore Deichmann (1792–1839) volt. A család 14 gyermeket nevelt, Carl Wilhelm a negyedik fiú volt. Egyik testvére volt a később az elektromosság terén világhírre szert tett Ernst Werner von Siemens (1816–1892), August Friedrich Siemens (1826–1904), aki az olvasztókemencék szerkezetét és tüzelését fejlesztette, valamint Carl Heinrich von Siemens (1829–1906), aki mérnök-vállalkozóként vált nemzetközileg ismertté. Carl Wilhelm 1859. július 23-án Londonban megnősült, felesége Anne Gordon, a glasgow-i egyetem mérnök-professzorának lánya volt, és ugyanakkor felvette a brit állampolgárságot is. Gyermekeik nem születtek.
Carl Wilhelm Siemens Lübeckben végezte el a gimnáziumot, ezután a magdeburgi műszaki akadémián, majd a göttingeni egyetemen folytatta tanulmányait. Közben testvérével, Wernerrel közösen kifejlesztették a galvanizálás egy új módszerét. 1843. március 10-én – pár fillérrel a zsebében – üzleti útra indult a találmánnyal Londonba. Azt remélte, hogy a befolyó összegből biztosítani tudja testvérei taníttatását. Sikerült is eladni a találmányt George Richards Elkington, Birminghamban galvanizáló üzemet működtető vállalkozónak 1600 fontért. Ezután hazatért, hogy befejezze tanulmányait, de közben a testvérével kidolgozott egy új eljárást a gőzgépek szabályozására.
1850-ben visszament Angliába, hogy közös találmányaik eladásával foglalkozzon. A brit szabadalmi törvényeket inspirálónak találta, ezért elhatározta, hogy végleg ott telepszik le. Irodát nyitott („Siemens & Halske”, 1865-től „Siemens Brothers & Co.”), házat vett London Kensington városrészében. Közben – házasságkötéséig – nála laktak fivérei, Carl Heinrich és August Friedrich is. A különböző műszaki megoldások folyamatosan foglalkoztatták, 1860-ban például sikeres gázmotort fejlesztett ki. 1860-ban beválasztották az Institution of Civil Engineers tagjai közé, 1862-ben pedig a Royal Society tagja lett. 1869-ben saját acélgyárat épített Dél-Walesben, („Landore Siemens Steel Company”). A gyár kezdetben nyereséggel termelt, de az az 1880-as években veszteségessé vált. Közben sikerrel tevékenykedett az elektromos távíróval kapcsolatban, aztán foglalkozott az elektromos világítással és az elektromos vontatással is. Az ívfényes világítást Londonban több helyen, például a British Museumban is ő működtette. Néhány hónappal a halála előtt elindította az első villamos meghajtású vasútjáratot Észak-Írországban. Különböző vállalkozásai révén Nagy-Britannián kívül jelen volt szerte a világban, Európában, Dél-Amerikában és az Egyesült Államokban. Számos szakmai egyesület tagja és elnöke volt, több egyetem díszdoktorává választotta. Nem sokkal halála előtt lovaggá ütötték.

## A regeneratív tüzelési rendszer
1847-ben – August Friedrich hőtechnikai számításaira alapozva – feltalálta és szabadalmaztatta a váltakozó lángjárású, regeneratív tüzelési rendszerét, ami a legfontosabb innovációjának számít. A módszer lényege az, hogy az ipari kemencékben a tüzeléshez használt fűtőgázt és levegőt előmelegítette, amivel nagyobb hőmérsékletet lehetett elérni. A gázok előmelegítését tűzálló téglákból készült rácsszerkezeten, regenerátoron átvezetve végezte, amit előzőleg a kemencéből távozó füstgáz hője felmelegített. A találmányt először üvegolvasztó kemencéknél alkalmazta, majd eladta az acélgyártási kísérleteket végző francia Pierre-Émile Martinnak, aki ennek alkalmazásával 1864-ben sikeresen végezte el az első csapolást sireuili gyárában, ami által elindult a Siemens–Martin-acélgyártás több mint százéves hódító útjára.
A regeneratív fűtési módszer lényege a Siemens–Martin-kemence példáján: A fűtőgázt és a levegőt az „A” jelű vezetékeken (bal oldalon a levegőt, jobb oldalon a gázt) juttatják be a „B” jelű, már felfűtött, meleg regenerátorokba, ahol azok felmelegednek, és így jutnak el a bal oldali tűzfejbe. Az elégett tüzelőanyag, már mint füstgáz távozik a jobb oldali tűzfejen. A füstgáz az „E” jelű regenerátorokon áthaladva felhevíti azokat, majd az „F” csatornákon elvezetik. Amikor a „B” regenerátorok annyira lehűltek, hogy már nem tudják a kívánt mértékben felmelegíteni a levegőt és a fűtőgázt, megfordítják a tüzelés irányát: a hideg levegőt és a gázt az „E” regenerátorokba vezetik be (mert ekkorra azok már kellő mértékben felmelegedtek), és a tüzelés iránya jobbról balra irányú lesz. A füstgázok a bal oldalon távoznak és felmelegítik a „B” jelű regenerátorokat. A folyamat ezután így folyik váltakozva, ezért hívják a módszert váltakozó lángjárásúnak.

## Fordítás
- Ez a szócikk részben vagy egészben  a   Carl Wilhelm Siemens című német Wikipédia-szócikk ezen változatának fordításán alapul.  Az eredeti cikk szerkesztőit annak laptörténete sorolja fel. Ez a jelzés csupán a megfogalmazás eredetét és a szerzői jogokat jelzi, nem szolgál a cikkben szereplő információk forrásmegjelöléseként.
- Ez a szócikk részben vagy egészben  a   Carl Wilhelm Siemens című angol Wikipédia-szócikk ezen változatának fordításán alapul.  Az eredeti cikk szerkesztőit annak laptörténete sorolja fel. Ez a jelzés csupán a megfogalmazás eredetét és a szerzői jogokat jelzi, nem szolgál a cikkben szereplő információk forrásmegjelöléseként.